# Чангланг
Чангланг (англ. Changlang) — містечко у Північно-Східній Індії, адміністративний центр округу Чангланг індійського штату Аруначал-Прадеш.

## Географія
Розташований у південній частині штату.

### Клімат
Містечко знаходиться у зоні, котра характеризується океанічним кліматом субтропічних нагір'їв. Найтепліший місяць — серпень із середньою температурою 23.2 °C (73.8 °F). Найхолодніший місяць — січень, із середньою температурою 11.6 °С (52.9 °F).
| Клімат Чангланга        | Клімат Чангланга | Клімат Чангланга | Клімат Чангланга | Клімат Чангланга | Клімат Чангланга | Клімат Чангланга | Клімат Чангланга | Клімат Чангланга | Клімат Чангланга | Клімат Чангланга | Клімат Чангланга | Клімат Чангланга | Клімат Чангланга |
| Показник                | Січ.             | Лют.             | Бер.             | Квіт.            | Трав.            | Черв.            | Лип.             | Серп.            | Вер.             | Жовт.            | Лист.            | Груд.            | Рік              |
| Середній максимум, °C   | 18,3             | 19,3             | 22,4             | 24,3             | 25,5             | 26,4             | 26,8             | 26,9             | 26,7             | 25,1             | 22,2             | 19,4             | 23,6             |
| Середня температура, °C | 11,6             | 13,3             | 16,4             | 18,7             | 20,9             | 22,6             | 23,2             | 23,2             | 22,7             | 20,3             | 16,2             | 12,7             | 18,5             |
| Середній мінімум, °C    | 4,9              | 7,2              | 10,5             | 13,2             | 16,3             | 18,9             | 19,6             | 19,6             | 18,7             | 15,5             | 10,2             | 6,1              | 13,4             |
| Норма опадів, мм        | 18.3             | 34.9             | 62.1             | 117.9            | 202.5            | 353.5            | 369.6            | 307.3            | 233.9            | 131.3            | 25.6             | 11.7             | 1868.4           |
| ----------------------- | ---------------- | ---------------- | ---------------- | ---------------- | ---------------- | ---------------- | ---------------- | ---------------- | ---------------- | ---------------- | ---------------- | ---------------- | ---------------- |
| Джерело: Weatherbase    |                  |                  |                  |                  |                  |                  |                  |                  |                  |                  |                  |                  |                  |